# Arquitetura física
Arquitetura Física do modelo TMN  implementa fisicamente as funções da TMN representando a topologia da rede de gerência de telecomunicações, isto é, define a relação entre os sistemas de gerenciamento da rede de telecomunicações e os elementos gerenciados (por exemplo, uma central telefônica, um switch, um modem, a rede X.25, etc.) A Arquitetura Física fornece os meios para a implementação dos blocos funcionais definidos pela arquitetura funcional. 
Os blocos da arquitetura física são:
- (OS) Sistemas de Operação: responsáveis pelo processamento de informações de gerência a fim de monitorar, coordenar ou controlar as atividades das redes e dos serviços de telecomunicações.
- (DCN) Rede de Comunicação de Dados: encarregada de transportar, de modo seguro, as informações entre os diversos elementos da TMN.
- (MD) Dispositivo de Mediação: viabiliza o fluxo de informações entre elementos de rede e sistemas de gerência, de maneira a garantir a interoperabilidade. Inclui funções de armazenamento, filtragem e coleta de dados.
- (NE) Elementos de Rede: caracteriza um equipamento, grupo de equipamentos ou software, que possuem interface padronizada com a TMN ou não.
- (QA) Adaptador-Q: permite aos equipamentos que não possuem interface padronizada se conectarem à TMN.
- (WS) Estações de Trabalho: meio pelo qual os operadores e usuários podem obter acesso aos recursos da TMN.